# Said Atthoumani
Said Atthoumani (arab. سعيد التوماني, także: Attumani) – komoryjski polityk, tymczasowy prezydent Komorów jako Przewodniczący Dyrektoriatu Polityczno-Militarnego od 13 do 23 maja 1978.

## Życiorys
Należał do partii Front Zjednoczenia Narodowego. Po odzyskaniu niepodległości przez Komory w 1975 roku, był ministrem spraw wewnętrznych (État Comorien), lecz stracił urząd w styczniu 1976, gdy władzę przejął Ali Soilih. Przez kolejne dwa lata zaufanie społeczne do Soiliha i jego autorytarnych reform spadało, przez co planowany przez niego zamach stanu nie spotkał się ze zbyt wielkim oporem.
13 maja 1978 dokonał przewrotu, obalając Soiliha. Sprawował następnie władzę przez kolejne 10 dni jako Przewodniczący Dyrektoriatu Polityczno-Militarnego, czekając na przybycie z emigracji w Paryżu dwóch osób, które sfinansowały jego akcję: obalonego w 1975 prezydenta Ahmeda Abdallaha i wiceprezydenta Mohameda Ahmeda. Z dniem 23 maja Abdallah i Ahmed przejęli wspólnie władzę i zmienili nazwę kraju z Państwa Komory na Federalną Muzułmańską Republikę Komorów. Wkrótce potem Abdallah stał się jedynym dyrektorem.
Niewiele wiadomo o samej osobie Saida Atthoumaniego poza tym, że kilku członków jego rodziny zostało politykami. Jego wujem był Said Mohamed Jaffar, przewodniczący Narodowej Rady Wykonawczej Komorów (de facto prezydent) między 1975 a 1976.